# Tunnlade protokoll
Ett kommunikationsprotokoll som beskriver ett nätverksprotokoll som är kapslat inuti ett annat protokoll. Användningsområden är till exempel att skicka data över inkompatibla nätverk, eller att erbjuda en säker väg genom ett opålitligt nätverk, till exempel Internet. Tunnelprotokollet är ofta, dock ej alltid, på högre eller samma nivå som protokollet för datat som ska kapslas.
Ett exempel är IPSec, där man för att skydda information först krypterar denna och sedan döljer avsändar- och mottagaradresser genom att transportera informationen i paketform över TCP/IP.